# Avenue de Mirande
 (août 2017).
Si vous disposez d'ouvrages ou d'articles de référence ou si vous connaissez des sites web de qualité traitant du thème abordé ici, merci de compléter l'article en donnant les références utiles à sa vérifiabilité et en les liant à la section « Notes et références ».
L'avenue de Mirande est une voie de la ville de Bordeaux.

## Situation et accès
Elle est située dans le quartier de Caudéran. Suivant un axe sud-est-nord-ouest, elle relie l'avenue du Jeu-de-Paume, elle-même connectée à la ceinture périphérique de la ville, à la rue Pasteur, axe important de Caudéran. Haut-lieu de la bourgeoisie caudéranaise, l'avenue est bordée de luxueuses demeures implantées au milieu de jardins.

## Origine du nom
L'avenue est dénommée d'après Abraham Miranda, banquier et négociant d'origine judéo-portugaise qui acheta en 1753 un bien de 10 hectares - nommé Lousousina - appartenant à la famille Marchand dans le bourdieu d'Artigue-Vieille. Le domaine prit le nom de Mirande lorsqu'il fut cédé le 30 août 1775 à Jean-Pierre Labat de Serène, négociant en blé et farine.

## Historique
L'espace délimité actuellement par les rues Jules-Ferry, Louis-Maydieu et Pasteur appartenait jusqu'en 1899 au domaine de Cyprien Balaresque (1834-1901) qui offrit plusieurs terrains à la commune. Trois voies furent ouvertes, dont il put choisir la dénomination. Celui-ci était le fils d'Oscar Balaresque (1798-1877), figure de la haute bourgeoisie bordelaise et adjoint au maire de Bordeaux.

## Bâtiments remarquables et lieux de mémoire
- nos 1-3 : à l'angle de l'avenue du Jeu-de-Paume, cette demeure développe une façade en plusieurs pans, en accumulant les décrochements. Son style néo-Louis XVI est caractéristique du goût bourgeois des années 1930. Signée par l'architecte Gaujeac.[réf. nécessaire]
- no 9 : villa Perla, édifiée dans un style néo-hispanique par l'architecte-théoricien Henri Godbarge, promoteur du mouvement néo-basque.[réf. nécessaire]

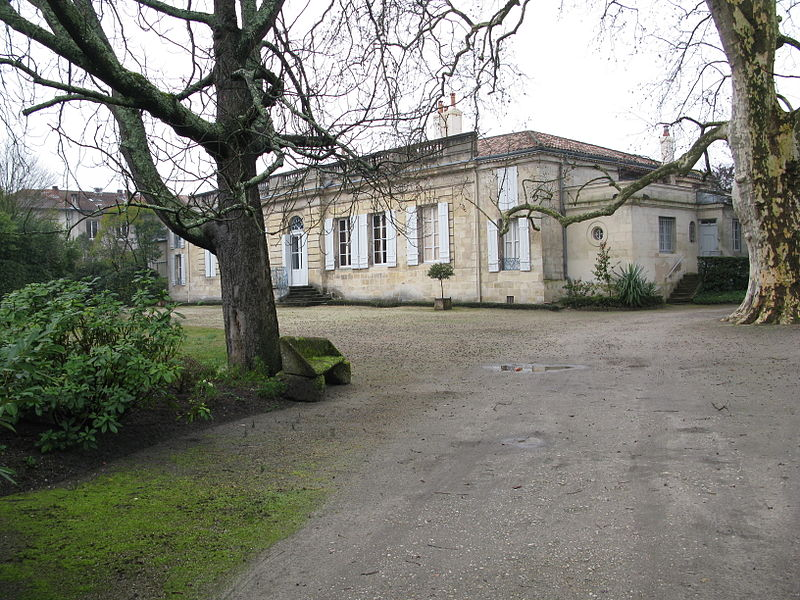
Chartreuse de Mirande

- no 20 : la chartreuse de Mirande, implantée au sein d'un vaste parc, demeure la plus ancienne du quartier, fait l'objet d'un classement aux monuments historiques depuis le 10 octobre 1980. Autrefois petite masure au milieu de dix hectares, elle est acquise en 1753 à une famille bordelaise, les Marchand, par Abraham Miranda, banquier et négociant qui ne conserve ce bourdieu qu'une vingtaine d'années. Le domaine est acheté le 30 août 1775 par le négociant Jean-Pierre Labat de Serène qui fait édifier une nouvelle demeure, achevée en 1785 mais revendue dès le 2 novembre 1795 à M. Bernard Roques, armateur et négociant, qui, ayant fait faillite, s'en sépare à son tour, le 15 juin 1798 au profit de M. Pierre-François Maydieu (fait baron en 1814). Après son décès, sa veuve y réside jusqu'en 1854, année au cours de laquelle son fils, magistrat à Bordeaux, Louis-Pierre Maydieu (1788-1872) en fait sa résidence de plaisance. Sa nièce en hérite à sa mort puis la lègue à son tour en 1889 à ses cousins, Charles et Cyprien Balaresque. La sixième des dix enfants de ce dernier, Marguerite Balaresque (1868-1847) habite dans cette demeure avec son époux, Henri de Simard de Pitray (1865-1950) et leurs enfants leur succèdent dans les lieux pendant une bonne partie du XXe siècle. La famille de Simard de Pitray, était apparentée elle-même au petit-fils de la comtesse de Ségur, héros des Vacances de Paul. Cette élégante chartreuse du XVIIIe siècle, longue et basse, se caractérise par sa grande sobriété, avec un léger avant-corps et une rampe de perron en fer forgé. L'intérieur conserve un vestibule et un salon avec lambris compartimentés et cheminées de marbre, qui mettent en valeur les peintures à la gloire de Louis XVI exécutées par le peintre palois Jean-Baptiste Butay (1759-1853)[3].
- nos 23 et 25 : villas Talcahuano et Marguerite qui s'inscrivent dans la recherche de pittoresque avec leurs toits pentus d'ardoise et leur tourelles latérales de plan carré.
- no 31 : villa Maria. Cette résidence d'une superficie de 2 500 mètres carrés répartis sur plusieurs niveaux, est bâtie comme un véritable petit château médiéval dans le style néogothique caractéristique de la fin du XIXe siècle, avec pignon aigu, tours, pavillons et baies à croisillon. Œuvre de l’architecte bordelais Fernand Pujibet, elle a fait l’objet de plusieurs transactions au fil du temps[4]. En février 1946, elle est acquise par le directeur du Génie de l’Air délégué pour représenter le ministère de l’Air. Elle servira pendant quelques décennies de logement de fonction et de représentation pour les commandants de la Région aérienne Atlantique. Le bâtiment annexe était quant à lui occupé par l’officier aide de camp[4]. L’immeuble militaire villa Maria était inoccupé depuis l’été 2017, jusqu'à sa reconversion récente en espace de cotravail et une crèche[5].